# Royale Union sportive Gold Star Liège
Ce club ne doit pas être confondu avec la Royale Union Liège (RUL), fruit d'une fusion en 1992 entre le R. FC Bressoux (matricule 23) et le R. FC Jupille (matricule 2825).
Dernière mise à jour : 29 novembre 2020.
La Royale Union sportive Gold Star Liège, plus couramment appelée US Liège, est un des plus anciens clubs de football belge encore en activité. Il est localisé à Liège et est porteur du matricule 40. Ses couleurs sont le vert et le blanc. Lors de la saison 2020-2021, il évolue en quatrième provinciale. La RUS Gold Star Liège a évolué huit saisons en séries nationales.

## Historique
- 1908 : Fondation de l'Union sportive de Liège.
- 1909 : Le 01/08/1909, l'Union sportive de Liège s'affilia à l'UBSSA (aujourd'hui URBSFA).
- 1925 : L'Union sportive de Liège quitte boulevard Kleyer à Liège et s'installe à Loncin.
- 1926 : L'Union sportive de Liège accéda pour la première fois aux séries nationales.
- 1926 : L'Union sportive de Liège se vit attribuer le matricule 40.
- 1927 : L'Union sportive de Liège quitte Loncin et s'installe aux "Bons-Buveurs" à Saint-Nicolas.
- 1932 : Le 02/02/1932, l'Union sportive de Liège (matricule 40) fut reconnue Société royale et prit le nom de Royale Union sportive de Liège (matricule 40).
- 1936 : La Royale Union sportive de Liège quitte Saint-Nicolas et s'installe à Glain.
- 1938 : La Royale Union sportive de Liège retourne aux "Bons-Buveurs" à Saint-Nicolas.
- 1953 : Le 05/09/1953, la Royale Union sportive de Liège (matricule 40) fusionna avec le Gold Star Liège pour former la Royale Union sportive Gold Star Liège (matricule 40).
- 1953 : La Royale Union sportive Gold Star Liège reprend les installations du Gold Star Liège sur le terril Sainte-Marguerite de la Société anonyme des Charbonnages de Bonne Espérance, Batterie, Bonne-Fin et Violette.
- 1981 : La Royale Union sportive Gold Star Liège s'installe rue Henri Vieuxtemps à Liège.
- 2008 : La Royale Union sportive Gold Star Liège fête ses 100 ans d'existence.

### Fusion avec le Gold Star Liège[1]
Le Gold Star Liège est créé en 1950. Le club est situé sur le boulevard Philippet aux confins des quartiers populaires de Saint-Marguerite et Sainte-Walburge. Il est, à cette époque, le seul club jouant sur le territoire de la Ville de Liège. En effet, nous sommes plus de vingt ans avant la fusion des communes et ni le Standard à Sclessin, ni le Club liégeois à Rocourt ne jouaient sur le territoire de la Cité Ardente.
Le Gold Star Liège fusionne avec la Royale Union sportive de Liège lorsque celle-ci se trouve sans terrain après avoir été priée de quitter ses installations situées aux "Bons-Buveurs" à Saint-Nicolas. L'accord était simple : un des clubs apportait son Histoire et l'autre son terrain situé sur le terril Sainte-Marguerite de la Société anonyme des Charbonnages de Bonne Espérance, Batterie, Bonne-Fin et Violette .

### Royale Union sportive Gold Star Liège[1]
La Royale Union sportive Gold Star Liège se développa considérablement et devint un véritable réservoir de jeunes talents. Profitant de sa situation géographique à proximité de quartiers populaires et pratiquant une politique de large ouverture à tout jeune désireux de pratiquer le football, le club connut son âge d’or dans les années 1970, alignant à cette époque 6 équipes de minimes en championnat.
Revenue en P1 liégeoise après une victoire sur le R. FC Jupille, le club connut une montée totalement inattendue en Promotion en 1989. Terminant à égalité avec la R. JS Bas-Oha, la RUS Gold Star Liège remporte le test-match (1-0) disputé à Waremme. N'étant pas préparé pour la "nationale", le matricule 40 sombra. Il retomba jusqu'en P3 en 1996 et pratiquement tous les dirigeants s'en allèrent. Quatre courageux reprirent le destin du vieux club en mains et parvinrent à le stabiliser. Le club fêta ses 100 ans en 2008.

## Personnalités
- Henri Bierna : International belge à 9 reprises. Il joua de 1926 à 1939 à l'Union sportive de Liège.

## Résultats dans les divisions nationales
Statistiques mises à jour le 13 juin 2013

### Bilan
| Niv | Divisions     | Jouées | Titres | TM Up | TM Down |
| --- | ------------- | ------ | ------ | ----- | ------- |
| I   | 1re nationale | 0      | 0      |       |         |
| II  | 2e nationale  | 0      | 0      |       |         |
| III | 3e nationale  | 7      | 0      |       | 1       |
| IV  | 4e nationale  | 1      | 0      |       |         |
| V   | 5e nationale  | 0      | 0      |       |         |
|     |               |        |        |       |         |
|     | TOTAUX        | 8      | 0      | 0     | 1       |

- TM Up : test-match pour départager des égalités, ou toutes formes de Barrages ou de Tour final pour une montée éventuelle.
- TM Down : test-match pour départager des égalités, ou toutes formes de Barrages ou de Tour final pour le maintien.

### Classements saison par saison
| Ordre                             | Saison  | Nom du club         | Niveau                 | Classement final | Remarques              |
| --------------------------------- | ------- | ------------------- | ---------------------- | ---------------- | ---------------------- |
| 1                                 | 1926-27 | US Liège            | Promotion (D3) série C | 6e/14            |                        |
| 2                                 | 1927-28 | US Liège            | Promotion (D3) série B | 3e/14            |                        |
| 3                                 | 1928-29 | US Liège            | Promotion (D3) série B | 9e/14            |                        |
| 4                                 | 1929-30 | US Liège            | Promotion (D3) série C | 11e/14           | Relégué après barrages |
| séries régionales                 |         |                     |                        |                  |                        |
| 5                                 | 1931-32 | US Liège            | Promotion (D3) série D | 11e/14           |                        |
| 6                                 | 1932-33 | RUS Liège           | Promotion (D3) série D | 12e/14           | Relégué                |
| séries régionales                 |         |                     |                        |                  |                        |
| 7                                 | 1936-37 | RUS Liège           | Promotion (D3) série B | 14e/14           | Relégué                |
| séries régionales et provinciales |         |                     |                        |                  |                        |
| 8                                 | 1989-90 | RUS Gold Star Liège | Promotion série D      | 14e/16           | Relégué                |
| séries provinciales               |         |                     |                        |                  |                        |